# Larry Laffer
Larry Laffer – postać fikcyjna i główny bohater serii gier Leisure Suit Larry, w większości tworzonej i wydawanej przez przedsiębiorstwo Sierra Entertainment. Jego twórcą jest programista gier Al Lowe. Za projekt graficzny Laffera odpowiada Mark Crowe.

## Pomysł i projekt
Chociaż Larry Laffer uznawany jest przez wielu za męski symbol seksizmu, Lowe stwierdził, że Laffer jest tylko satyrą na ludzi tego typu, a nie pochwałą takich zachowań. Twórca powiedział, że szukał niekonwencjonalnego bohatera do gry przygodowej, który mógłby być „obiektem wszystkich żartów” w grze, która nie polegałaby na ratowaniu świata lub ratowaniu księżniczek, ale raczej zajmowałaby się tematami dla dorosłych przy użyciu humoru.
Według słów Lowe’a, Larry był fizycznie „wzorowany na sprzedawcy Sierry, który pozostanie bezimienny. Wracał ze sprzedaży i chwalił się nam, ile to miał dup. Ci z nas, którzy tam siedzieli, nienawidzili go”[niewiarygodne źródło?]. Podczas tworzenia pierwszej części gry, pracownicy Sierry musieli zdecydować o imieniu postaci. Zgodzili się, że powinien on zostać nazwany na cześć pewnego Jerry’ego, który odwiedzał ich w pracy i stał się dobrze znany w studiach Sierry. Jerry uważał się za świetnego kochanka i stał się niesławnym punktem komicznych odniesień wśród pracowników, więc twórcy gry zgodzili się, że skoro postać Jerry’ego pasowała do bohatera gry, powinni żartobliwie oddać mu hołd. Ponieważ jednak uznali, że użycie pełnego imienia prawdziwej osoby jako komicznego odniesienia byłoby niemoralne, Jerry został zmieniony na Larry. Pomysł wysnuł jeden z pracowników, prawdopodobnie John Williams, który stwierdził, że Larry będzie lepiej niż Jerry współgrać z tytułem Leisure Suit.
Lowe musiał znaleźć nowe nazwisko, również na literę L. W tym celu przejrzał tom „L” encyklopedii w celu znalezienia odpowiedniego słowa lub imienia. Natrafił na wpis Arthura Laffera, a nazwisko to przykuło jego uwagę ze względu na fonetyczne podobieństwo do słowa „laugher” (śmiech). Co ciekawe, ekonomista – znany najbardziej z krzywej Laffera – przez lata nie miał pojęcia o istnieniu gier, aż do czasu, gdy Lowe wysłał list z prośbą o zgodę na publikację programu pod tytułem Laffer Utilities, spin-offu Larry'ego, który mógł potencjalnie zmylić opinię publiczną ze względu na niejednoznaczny tytuł. Laffer zapytał swoją sekretarkę, czy wie o grach, a ona powiedziała mu, że gra w nie od lat, ale nigdy powiązała fikcyjnej postaci ze swoim pracodawcą. Laffer wyraził zgodę, a także złożył wizytę w studiach Sierry.
Pierwotnie Larry był typowym 16-kolorowym spritem, choć przez wielu był postrzegany po prostu jako animowana postać z ogromną trójkątną głową i nosem. Później bardziej rozwinięta technologia umożliwiła stworzenie wyglądającego bardziej „kreskówkowo” Larry’ego. Dzięki VGA Laffer zaczął bardziej przypominać w grze samego siebie z okładek.
Jednym ze znaków firmowych Larry’ego jest jego sposób przedstawiania się: „Cześć! Nazywam się Larry, Larry Laffer”, co jest nawiązaniem do stylu przedstawiania się Jamesa Bonda: „Nazywam się Bond, James Bond”.
W ostatnich częściach serii gra posiadała pełną ścieżkę dźwiękową, natomiast swego głosu Larry’emu użyczył aktor Jan Rabson. Wyjątkiem jest Leisure Suit Larry: Box Office Bust, gdzie bohater mówił głosem Jeffreya Tambora.

## Odbiór
Według brytyjskiego czasopisma Zero z 1992 roku, Larry Laffer był „ulubieńcem użytkowników komputerów PC od lat”. W 1995 roku Next Generation stwierdziło, że „Powszechnie uważa się, że Larry jest najczęściej graną postacią w historii gier wideo, dzięki wczesnemu wprowadzeniu gry, jej wielu kontynuacjom i staromodnemu piractwu”.
Lowe powiedział: „Sierra przeprowadziła ankietę wśród graczy Leisure Suit Larry i okazało się, że są oni bardzo podobni do ogólnej populacji graczy, z jednym wyjątkiem: Większy odsetek stanowią kobiety! Moja teoria jest taka, że kobiety odnoszą się do Larry’ego, ponieważ przynajmniej raz umawiały się z takim palantem”.
Niemiecki magazyn PC Games umieścił Larry’ego Laffera na szóstym miejscu listy najlepszych postaci z gier wszech czasów w 2002 roku, ponieważ „nikt nie jest tak zabawny jak osławiony bohater przygodowy Ala Lowe’a”. Brytyjski Retro Gamer umieścił go na swojej liście 50 najlepszych bohaterów gier z 2004 roku, zauważając, że „po kilku odcinkach Larry nadal jest tak łysiejący i nieszczęśliwy jak zawsze, ale po prostu nigdy nie przestanie w swoim niekończącym się poszukiwaniu miłości”. Laffer został również uznany za 45. najlepszą postać z gier wideo wszech czasów w ankiecie internetowej z 2011 roku na stronie Guinness World Records Gamer’s Edition.
Magazyn Arcade umieścił go na szóstym miejscu listy „postaci z gier wideo, które żyją dla dreszczyku pościgu” w 2000 roku, a ScrewAttack umieścił go na trzecim miejscu listy największych zboczeńców w grach w 2010 roku. Przy okazji premiery Leisure Suit Larry Reloaded, GameSpot przypomniał, jak wady osobowości Larry’ego pomogły „zmienić nieatrakcyjnego antybohatera w dojną krowę dla Sierry”. 

## Wszystkie gry z udziałem Larry’ego Laffera
- 1987 – Larry 1: W krainie próżności
- 1988 – Larry 2: W poszukiwaniu miłości
- 1989 – Larry 3: Pasjonująca Patti w poszukiwaniu pulsujących piersi
- 1992 – Larry 5: Fala miłości
- 1993 – Larry 6: Z impetem w głąb (rok później gra została wydana na CD)
- 1996 – Larry 7: Miłość na Fali